# Manhagen
Manhagen település Németországban, Schleswig-Holstein tartományban. Lakosainak száma 361 fő (2023. december 31.).

## Népesség

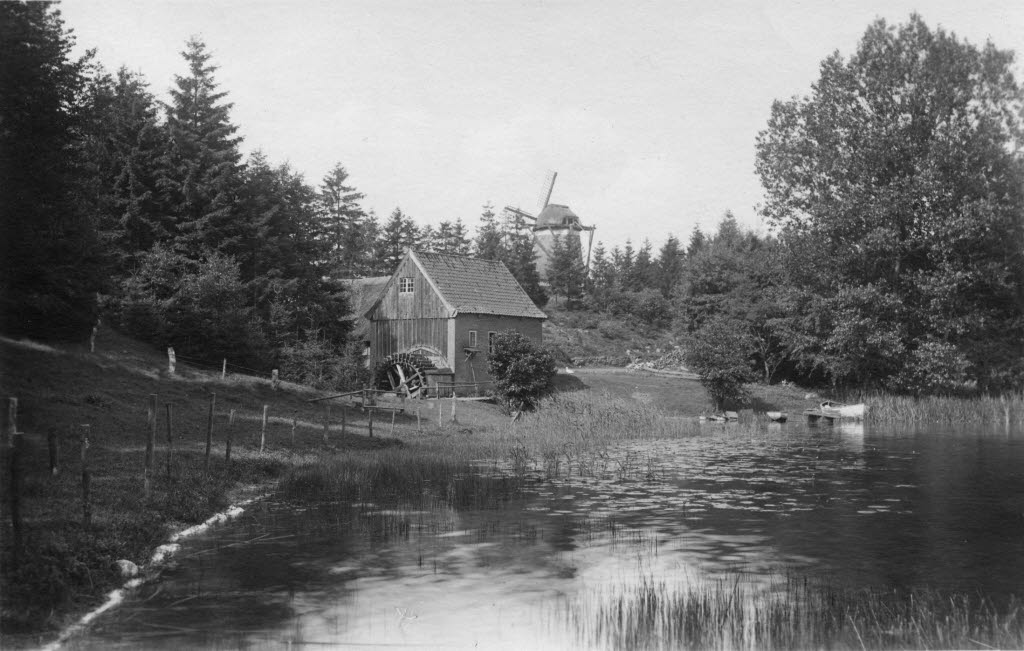
A vízimalom 1920 körül

A település népességének változása:
| Lakosok száma | 398  | 388  | 376  | 381  | 379  | 371  | 362  | 361  |
|               | 1975 | 2010 | 2014 | 2017 | 2019 | 2021 | 2022 | 2023 |